# برناديت كانتر
برناديت كانتر (بالفرنسية: Bernadette Kanter)‏ هي نحات فرنسية، ولدت في 1950 في سان إتيان دو روفراي في فرنسا.